# Донський військовий округ
Донськи́й військо́вий о́круг (ДонВО) — одиниця військово-адміністративного поділу в СРСР, один з військових округів, що існував у період з 1945 по 1946 та з 1949 по 1953. Управління округу знаходилося в місті Ростов-на-Дону.

## Історія
Донський військовий округ був утворений 9 липня 1945 року на території, що включала Ростовської, Сталінградської і Астраханської областей. На формування управління округу задіяти польове управління 61-ї армії та частина військ Північно-Кавказького військового округу.
Перейменований на Північно-Кавказький військовий округ.
Повторно сформований 22 серпня 1949 року з Північно-Кавказького військового округу. Охоплював ту ж територію. Включений до Північно-Кавказького військового округу нового формування.

## Командування
- Командувачі:
  - 1945—1946 — генерал-полковник П. О. Бєлов.
  - 1949—1951 — генерал-полковник В. З. Романовський
  - 1949—1955 — генерал-полковник Н. Д. Захватаєв